# کنسرو غول
کنسرو غول رمانی از مهدی رجبی است. این کتاب در سال ۱۳۹۳ از سوی نشر افق منتشر و تاکنون چندین بار تجدید چاپ شده و به فهرست کلاغ سفید در سال ۲۰۱۵ راه یافته است. همچنین، کنسرو قول همچنین برندهٔ نشان نقره‌ای لاک‌پشت پرنده شده و جزو کتاب‌های برگزیده جشنواره کتاب‌های برتر و رمان شایسته تقدیر شورای کتاب کودک در سال ۱۳۹۴ معرفی شده‌است.

## داستان
قهرمان این رمان توکا نام دارد که به‌واسطهٔ مطالعهٔ کتاب خاطرات یک جنایتکار مشهور، دچار نفرت از مدرسه و ریاضی شده و مصمم است تا مشابه «جنایتکارهای خشن، نترس و پول‌دار» باشد. این کتاب می‌کوشد تا در قالب یک روایت، توانایی توکا در تبدیل شدن به چنین شخصیتی را نشان دهد.
کنسرو غول در ۴۳ فصل و ۲۱۲ صفحه نوشته شده‌است و با جمله‌ای از چارلی چاپلین آغاز می‌شود.
گیتی صفرزاده، نویسنده، گفته‌است که این کتاب «داستان پیچیده‌ای ندارد اما همهٔ مؤلفه‌هایی که می‌تواند یک داستان را برای یک نوجوان جذاب کند داراست، مثل هیجان، متفاوت بودن، به‌هم ریختن قواعد و هنجارها، ترس و قهرمان‌پروری. کافی است یک نوجوان با کتابی روبه‌رو شود که در همان صفحات آغازش، راوی داستان که هم سن و سال خودش است در توصیف خودش بگوید: «من یک‌کم روانی‌ام!»؛ شک نکنید که نوجوان خواننده کتاب را به زمین نخواهد گذاشت و داستان را با رغبت دنبال خواهد کرد. این نکته‌ای است که مهدی رجبی در گام اول به خوبی از آن استفاده کرده، یعنی با شناخت درست از حالات و علائق دوران نوجوانی، کمند داستان را به پایشان می‌اندازد».

## جوایز
مهدی رجبی برای کتاب کنسرو غول برگزیده رقابت‌های زیر شده‌است:
- برنده نشان نقره‌ای لاک‌پشت پرنده (۱۳۹۴)[۵]
- برگزیده جشنوارهٔ کتاب‌های برتر (۱۳۹۴)[۶]
- رمان شایسته تقدیر شورای کتاب کودک (۱۳۹۴)[۷]
- منتخب فهرست کتاب‌های خواندنی کتابخانه مونیخ (کلاغ سفید) سال ۲۰۱۵[۸]